# Керолайн Кларк
Керолайн Кларк (англ. Caroline Clark, нар. 28 червня 1990, Пало-Альто, Каліфорнія, США) — американська ватерполістка, олімпійська чемпіонка 2016 року.

## Виступи на Олімпіадах
| Олімпіада           | Дисципліна | Місце |
| ------------------- | ---------- | ----- |
| Ріо-де-Жанейро 2016 | водне поло | 1     |